# 田光
田光（？—前227年），战国末年燕国的遊俠。田光为人深沉，有勇有谋，常常自许为“节侠”。燕国太傅鞠武向太子丹引荐田光。田光推荐自己的朋友荆轲给太子丹，推荐由荆轲刺杀秦王政。田光为了激励荆轲的志节，让他为太子丹效力，于是自刎而死。